# Tewelde Estifanos
Tewelde Estifanos (né le 2 novembre 1981) est un athlète érythréen, spécialiste des courses de fond. 

## Biographie

### Palmarès
| Date | Compétition                            | Lieu    | Résultat | Épreuve     | Performance     |
| ---- | -------------------------------------- | ------- | -------- | ----------- | --------------- |
| 2010 | Championnats du monde de semi-marathon | Nanning | 11e      | Individuel  | 1 h 01 min 40 s |
| 2010 | Championnats du monde de semi-marathon | Nanning | 2e       | Par équipes | 3 h 03 min 04 s |
| 2012 | Championnats du monde de semi-marathon | Kavarna | 9e       | Individuel  | 1 h 02 min 10 s |
| 2012 | Championnats du monde de semi-marathon | Kavarna | 2e       | Par équipes | 3 h 04 min 41 s |

### Records
| Épreuve       | Performance     | Lieu                 | Date             |
| ------------- | --------------- | -------------------- | ---------------- |
| Semi-marathon | 1 h 01 min 39 s | Boulogne-Billancourt | 20 novembre 2011 |
| Marathon      | 2 h 13 min 10 s | Gold Coast           | 7 juillet 2013   |